# Metabolita
Un metabolita è il prodotto (intermedio o finale) del processo del metabolismo. Dopo che una sostanza è stata assimilata dall'organismo, subisce un processo di trasformazione che ha la funzione di rendere la sostanza assunta più facilmente assorbibile o eliminabile. Questo avviene sia con le molecole assunte con la dieta, sia con i farmaci, sia con le molecole prodotte dall'organismo stesso.
La molecola, una volta trasformata, assume il nome di metabolita. Il metabolita, a sua volta, può essere assimilato o soggetto a un secondo processo metabolico, per renderne più facile l'eliminazione dall'organismo. Le reazioni chimiche che avvengono nell'organismo a opera di specifici enzimi, permettono la suddivisione in molecole più piccole o l'aggiunta di specifici gruppi chimici che possono aumentare l'idrofilia della molecola. Il metabolita, più idrofilo rispetto alla molecola di partenza, è quindi più facilmente solubile nei liquidi e può essere eliminato con le urine. Le molecole che non possono essere trasformate, o i metaboliti che presentano ugualmente una scarsa solubilità, di solito vengono espulsi con le feci.
Lo studio dei metaboliti riveste un'importanza fondamentale per quanto concerne i farmaci. Molti farmaci infatti, una volta metabolizzati, producono effetti terapeutici ed effetti collaterali che possono essere simili, diversi, o completamente nuovi rispetto alla molecola di partenza. La valutazione dell'attività di un farmaco dipende anche dalla presenza di eventuali effetti che i metaboliti possono produrre.